# Acushnet Company
Acushnet Company ist ein US-amerikanisches Unternehmen mit Firmensitz in Fairhaven, Massachusetts (USA) und die Dachgesellschaft, unter der die Golfmarken Titleist, FootJoy, Kjus und Pinnacle zusammengefasst sind. Sie ist eine Tochter von Fila.

## Marken und Bedeutung
Mit den unterschiedlichen Marken ist der Konzern breit aufgestellt. Titleist ist führend bei Golfbällen und produziert das komplette Sortiment an Golfschlägern. FootJoy gilt als Marktführer bei Golfschuhen und Golfhandschuhen. Seit einigen Jahren wird unter diesem Label auch Golfbekleidung auf den Markt gebracht. Seit 2019 gehört der Schweizer Bekleidungshersteller Kjus zum Konzern. Unter dem Label Pinnacle werden ausschließlich Golfbälle vertrieben. Als erster Golfausrüster erreichte Acushnet 2002 einen Umsatz von einer Milliarde US-Dollar pro Jahr. Neben Callaway und TaylorMade/adidas gilt Acushnet auch heute als einer der führenden Golfausrüster.

## Geschichte
Die Acushnet Company wurde 1910 von Phillip E. „Skipper“ Young in Acushnet, Massachusetts (USA) gegründet. Die damalige Acushnet Process Company produzierte anfangs ausschließlich Produkte aus Gummi, so auch Wasserflaschen und Badekappen. 1932 hatte die Firma zwei Sparten: Gummi und Golf. Beide waren sehr erfolgreich. 1935 wurde der erste Titleist Golfball hergestellt.
Die Gummisparte wurde 1985 im Zuge der Konzentration auf die Golfsparte verkauft. Im selben Jahr wurde der Golfschuhproduzent Footjoy von General Mills hinzugekauft. 1995 wurde Cobra Golf von der in Old Greenwich, Connecticut, angesiedelten Unternehmensgruppe American Brands gekauft und in die Tochter Acushnet eingegliedert.
Im März 2010 wurde Cobra Golf an PUMA verkauft.
Im Mai 2011 ging Acushnet für 1,2 Milliarden US-Dollar an den Sportartikelhersteller Fila über.
Im Jahr 2019 konnte der Konzern mit Kjus eine aufstrebende Bekleidungsfirma für Schnee- und Golfbekleidung kaufen.